# Sean Higgins
Pour les articles homonymes, voir Higgins.
Sean Marielle Higgins, né le 30 décembre 1968 à Los Angeles en Californie, est un joueur américain de basket-ball évoluant au poste d'ailier.

## Équipes
- Spurs de San Antonio
- Magic d'Orlando
- Warriors de Golden State
- Nets du New Jersey
- 76ers de Philadelphie
- Trail Blazers de Portland